# Goetzeaceae
Famille
Classification APG II (2003)
Classification APG III (2009)
La famille des Goetzeaceae regroupe des plantes dicotylédones. Cette famille ne comprend qu'un demi-douzaine d'espèces, mais elle n'est pas acceptée par la plupart des taxonomistes.
La classification phylogénétique APG II (2003) assigne ces plantes aux Solanacées.
Le Angiosperm Phylogeny Website [7 février 2007] accepte une sous-famille des Goetzeoideae, qui inclut les plantes de cette famille et ceux des Duckeodendraceae.
En classification phylogénétique APG III (2009), cette famille n’est pas reconnue et ses genres sont incorporés dans la sous-famille des Goetzeoideae, placée dans la famille des Solanaceae.